# Sobradelo (Villagarcía de Arosa)
Sobradelo (oficialmente San Salvador de Sobradelo) es una parroquia española del municipio de Villagarcía de Arosa, perteneciente a la provincia de Pontevedra, en la comunidad autónoma de Galicia. 

## Historia
Hacia mediados del siglo XIX, el lugar, por entonces referido como una feligresía, tenía contabilizada una población de 92 habitantes. Aparece descrito en el decimocuarto volumen del Diccionario geográfico-estadístico-histórico de España y sus posesiones de Ultramar de Pascual Madoz con las siguientes palabras:

SOBRADELO (San Salvador): felig. en la prov. de Pontevedra (4 leg.), part. jud. de Cambados (1), dióc. de Santiago (7), ayunt. de Villajuan. sit. en las inmediaciones de la ria de Arosa al N. de la cap. del part.; vientos mas frecuentes N. y S.: clima templado y sano. Tiene unas 80 casas en los l. de Combe, Figuerido, Piñeiro, Porto-do-Rio y Vilabóa. La igl. parr. (San Salvador) está servida por un cura de entrada y patronato lego: hay tambien 2 ermitas dedicadas á Ntra. Sra. del Rosario y de la Asuncion. Confina con las felig. de Sobran, Fuente-Carmoa y Cornazo. El terreno es de mediana calidad, y tiene algunas fuentes de buenas aguas. prod.: trigo y centeno, en corta cantidad, maiz, legumbres, vino y pocas frutas: se cria ganado vacuno y lanar, y caza de perdices, liebres, conejos y zorros, ind.: la agrícola y molinos harineros. pobl.: 84, vec., 292 alm. contr.: con su ayunt. (V.).
(Madoz, 1849, pp. 413-414)

En 2022, tenía empadronados 3472 habitantes.

## Patrimonio
Hay en la parroquia una iglesia de San Salvador.